# Список послов Грузии в России
Список послов Грузии в России включает чрезвычайных и полномочных послов Грузии в Москве, действовавших с провозглашения независимости Грузии в 1991 году до разрыва дипломатических отношений в 2008 году.
| Срок полномочий           | Имя на русском языке | Имя на грузинском языке | Премьер-министр Грузии | Президент России | Примечания |
| ------------------------- | -------------------- | ----------------------- | ---------------------- | ---------------- | --- |
| 1991—1991                 | Александр Ломая      | ალექსანდრე ლომაია       | Виссарион Гугушвили    | Борис Ельцин     | |
| апрель 1993—январь 1995   | Валериан Адвадзе     | ვალერიან ადვაძე         | Эдуард Шеварднадзе     | Борис Ельцин     | В мае 1991 года занял 2-е место на выборах президента Грузии                                                                    |
| 1995—август 1998          | Важа Лордкипанидзе   | ვაჟა ლორთქიფანიძე       | Отари Пацация          | Борис Ельцин     | |
| сентябрь 1998—май 2000    | Малхаз Какабадзе     | მალხაზ კაკაბაძე         | Важа Лордкипанидзе     | Борис Ельцин     | При Шеварднадзе был министром по особым делам, отвечающим за мирный процесс.                                                    |
| июль 2000—февраль 2004    | Зураб Абашидзе       | ზურაბ აბაშიძე           | Георгий Арсенишвили    | Владимир Путин   | |
| февраль 2004—июль 2004    | Константин Кемулария | კონსტანტინე კემულარია   | Зураб Жвания           | Владимир Путин   | В 1992—1993 годах был главой Минюста Грузии, в 2001 году — заместитель председателя парламентского комитета по правам человека. |
| август 2004—февраль 2005  | Валерий Чечелашвили  | ვალერი ჩეჩელაშვილი      | Зураб Жвания           | Владимир Путин   | |
| июль 2005—февраль 2008    | Ираклий Чубинишвили  | ირაკლი ჩუბინიშვილი      | Зураб Ногаидели        | Владимир Путин   | |
| февраль 2008—11 июля 2008 | Эроси Кицмаришвили   | ეროსი კიწმარიშვილი      | Владимир Гургенидзе    | Дмитрий Медведев | |